# Красна Вес (Бановце на Бебрави)
Красна Вес (слч. Krásna Ves) насељено је мјесто са административним статусом сеоске општине (слч. obec) у округу Бановце на Бебрави, у Тренчинском крају, Словачка Република.

## Становништво
| Година:    | 1994. | 2004.   | 2014.   | 2024.    |
| ---------- | ----- | ------- | ------- | -------- |
| Број људи: | 505   | 510     | 535     | 470      |
| Разлика:   |       | +0,99 % | +4,90 % | -12,14 % |

| Година:    | 2023. | 2024. |
| ---------- | ----- | ----- |
| Број људи: | 470   | 470   |
| Разлика:   |       | +0 %  |

Према подацима о броју становника из 2011. године насеље је имало 534 становника.